# Петровка (Большеигнатовский район)
Петро́вка — деревня в Большеигнатовском районе Мордовии. Входит в состав Протасовского сельского поселения.

## История
В «Списке населённых мест Нижегородской губернии за 1863 год» значилась как владельческая деревня из 18 дворов, входила в состав Сергачского уезда.

## Население
| 2002 | 2010 |
| ---- | ---- |
| 30   | ↘11  |

### Национальный состав
Согласно результатам Всероссийской переписи населения 2002 года, в национальной структуре населения мордва-эрзя составляла 97 %.